# Kearney (Missouri)
Kearney ist eine Stadt innerhalb des Clay County des US-Bundesstaates Missouri. Sie ist Teil der Metropolregion Kansas City. Gemäß Volkszählung aus dem Jahr 2020 hatte die Stadt 10.404 Einwohner. Die Stadt war der Geburtsort von Jesse James, und jedes Jahr am dritten Septemberwochenende findet ein Festival zu Ehren des Gesetzlosen statt.

## Geschichte
Kearney wurde im Frühjahr 1856 inoffiziell von David T. Duncan und W. R. Cave gegründet und hieß ursprünglich Centerville. Centerville umfasste das Gebiet, das heute den südöstlichen Teil der Stadt bildet. 1867 begann John Lawrence mit der Planung einer weiteren kleinen Siedlung in der Nähe der Strecke der neu gegründeten Kansas City and Cameron Railroad, einer Tochtergesellschaft der Hannibal and Saint Joseph Railroad, die die Hannibal Bridge bauen ließ und damit Kansas City, Missouri, zur wichtigsten Stadt der Region machte. Der Präsident der Eisenbahngesellschaft war Charles E. Kearney, der als Namensgeber der Stadt gilt (obwohl es Spekulationen gibt, dass sie nach Kearney, Nebraska, benannt wurde). Die Eisenbahnstrecke wird heute durch die Burlington Northern and Santa Fe Railway genutzt. Im Zuge ihres Wachstums wurden die beiden Siedlungen Centerville und Kearney faktisch zusammengelegt, und die Stadt Kearney wurde 1869 offiziell gegründet.

## Demografie
Nach der Volkszählung von 2020 leben in Kearney 10.404 Menschen. Die Bevölkerung teilt sich im Jahr 2019 auf in 92,8 % Weiße, 0,3 % Afroamerikaner, 0,3 % amerikanische Ureinwohner, 0,2 % Asiaten, 4,7 % mit zwei oder mehr Ethnizitäten. Hispanics oder Latinos aller Ethnien machten 6,9 % der Bevölkerung aus. Das mittlere Haushaltseinkommen lag bei 85.561 US-Dollar und die Armutsquote bei 2,9 %.

## Persönlichkeiten
- Jesse James (1847–1882), Bandit